# Eunucos por el reino de los cielos
Eunucos por el reino de los cielos (en alemán Eunuchen für das Himmelreich) es un superventas de la teóloga alemana y autora Uta Ranke-Heinemann.
El libro trata sobre la moral sexual en la historia de la Iglesia católica, que critica de forma importante. El título del libro proviene del verso de la Biblia en Mateo 19.12, que se podría traducir de la siguiente manera: «Pues es así: algunos son incapaces para el matrimonio desde el nacimiento, algunos han sido convertidos en ello por hombres y algunos se han hecho a sí mismos como tales - por la voluntad del reino de los cielos».
El título completo es Eunucos por el reino de los cielos. Iglesia católica y sexualidad (en alemán, Eunuchen für das Himmelreich – Katholische Kirche und Sexualität), editado por primera vez en el original en alemán por Hoffmann und Campe (1988) y en versión de bolsillo ampliada por Heyne (2003; ISBN 978-3-453-16505-2), habiéndose publicado ya 25 ediciones. Un año después de la edición, en 1989, fue elegido «ensayo del año» y se convirtió en un superventas mundial. La traducción al español fue editada por Trotta en 1998 (ISBN 84-87699-86-3).

## Tesis defendidas
Entre las críticas vertidas por la autora está el de la prohibición de la Iglesia de los métodos anticonceptivos y la posición defendida desde 1916 de que la mujer debería ofrecer resistencia en el caso del sexo con condón «como si estuviese siendo violada». Para los papas Juan Pablo II y Benedicto XVI, las esposas que son contagiadas de sida por sus maridos (porque temen al fuego eterno del infierno que, según la Iglesia Católica, es el castigo que sigue al uso del condón) «son las mártires de la fe de nuestro milenio». Desde el 3 de junio de 1916, la respuesta oficial de Roma sobre el sexo con condón es «la castidad matrimonial exige sus mártires», recalcado especialmente por los dos últimos papas. Ranke-Heinemann declaró el 11 de enero de 2007 a la televisión suiza, en referencia a un reportaje de BBC World del 7 de agosto de 2004 sobre el sida en África,

Ich klage die beiden letzten Päpste an wegen tödlicher Irreführung der Menschheit und verlange vom Vatikan, allen betroffenen Ehefrauen Afrikas und weltweit die medizinische Versorgung zu finanzieren und ihnen und ihren Familien Schadenersatz zu leisten.
Acuso a los dos últimos papas por engaño mortal de la humanidad y exijo al Vaticano que financie los cuidados médicos a todas las esposas de África y del mundo, y que las indemnice a ellas y a sus familias.
Ranke-Heinemann, 11 de enero de 2007

La autora también critica la negación del matrimonio a los impotentes permanentes («perpetua»). El Derecho eclesiástico distingue entre diferentes tipos de impotencia: impotentia coeundi, es decir, la imposibilidad de tener relaciones sexuales con una erección natural, e impotentia generandi, aquella que indica una incapacidad de los espermatozoides de fructificar el óvulo. Sólo en el caso de impotentia coeundi se niega la posibilidad de matrimonio, y ya no en el caso de impotentia generandi, desde el Decreto sobre la impotencia de 1977. Esto no es ningún avance para los parapléjicos, ya que, a pesar de ser fértiles, ya no pueden tener erección. La autora afirma: «Es inhumano que la iglesia determina a partir de que grado de paraplejia una mujer ya no puede amar a un hombre, a partir de que grado de la lesión, un hombre debe vivir su vida en solitario hasta el final de sus días.»
El número 2357 del Catecismo mundial de 1992 ha sido fuertemente criticado por la autora. En interpretación de la autora, este párrafo indica que es mejor entregar a la propia hija a la violación que permitir actos homosexuales. «Apoyándose en las Sagradas Escrituras, al calificar a la homosexualidad como una depravación grave, el papa Juan Pablo II hace referencia al Génesis 19,1-29, en el que el sobrino de Abraham, dice a los hombres de Sodoma que asaltan su casa y quieren ‹conocer› a los invitados: ‹He aquí ahora yo tengo dos hijas que no han conocido varón; os las sacaré afuera, y haced de ellas como bien os pareciere: solamente á estos varones no hagáis nada, pues que vinieron á la sombra de mi tejado.›»
La Iglesia Católica habría convertido a Jesús de Nazaret en un Cristo desganado y enemigo de la pasión, en un controlador de dormitorios y en un policía del sexo matrimonial, habiendo degenerado en un cristianismo encogido. El interés de los papas desde 1869 está sobre todo en la protección de embriones que tienen unos segundos, ya que desde ese año la bula Apostolicae Sedis modificó el derecho eclesiástico en referencia al aborto: el aborto se califica «desde el instante de la concepción» como asesinato y tiene como castigo la excomunión. Hasta 1869 se daba un plazo de 40 días (generación del alma para los hombres) o 80 días (generación del alma para las mujeres), apoyándose en la generación del alma en etapas de Aristóteles. Pero, como es «impropio de la Virgen María» no haber tenido «un alma capaz de raciocinio desde el primer instante» , según el médico de cabecera del papa Inocencio X, Paul Zacchias, en 1661, el plazo fue eliminado en 1869 por el papa Pío IX. 

Der Papst geht vor nach dem Motto: Je ungeborener, ja ungezeugter der Mensch, desto mehr ist er zu schützen, je geborener der Mensch, desto mehr muß man ihn unter Umständen umbringen, nämlich außer in gerechten Kriegen auch durch die Todesstrafe. Dass die Todesstrafe laut Weltkatechismus 1992 Nr. 2266; Lat.- Fassung 1997, Nr. 2267 in ‚schwerwiegendsten Fällen‘ zulässig, ja sogar ‚Pflicht‘ ist, ist ein Schock für einen Christen, der Christus ganz anders verstanden zu haben meint.
El papa parte del lema: cuanto más no-nata es la persona, más hay que protegerla, cuanto más nacida, más hay que matarla en determinadas circunstancia, concretamente en guerras justas, así como en la pena de muerte. Que la pena de muerte esté permitida en ‹los casos más graves›, incluso sea ‹obligatoria›, según el Catecismo mundial de 1992, en el párrafo 2267, es una conmoción para el cristiano que cree haber entendido a Cristo de otra forma.
Ranke-Heinemann